# 장홍범 (1238년)
장홍범(중국어 간체자: 張弘范, 정체자: 張弘範, 병음: Zhang Hongfan, 1238년 - 1280년 2월 11일)은 원나라의 군인으로 자는 중주(仲疇)이다. 허베이 출신으로 양양 공방전에 참여하였으며, 애산 전투에서는 총대장으로 10배 가까운 남송군과 싸워 이겼다.